# Mariliza Ksenojanakopulu
Mariliza Ksenojanakopulu (gr. Μαριλίζα Ξενογιαννακοπούλου; ur. 20 lutego 1963 w Atenach) – grecka polityk i prawniczka, deputowana krajowa, posłanka do Parlamentu Europejskiego, minister w latach 2009–2010 i 2018–2019.

## Życiorys
W 1985 ukończyła studia prawnicze na Uniwersytecie Ateńskim, rok później uzyskała dyplom DEA w Paryżu. W 1987 weszła w skład ateńskiej palestry.
Od 1980 działała w organizacji młodzieżowej socjalistów, następnie wstąpiła do Panhelleńskiego Ruchu Socjalistycznego (PASOK). Była członkinią sekcji kontaktów zagranicznych, w 1994 powołano ją do komitetu centralnego. Od 1986 do 1991 pełniła funkcję asystenta europosłów swojego ugrupowania. Pracowała też jako zastępczyni szefa gabinetu politycznego komisarza Christosa Paputsisa (1995–1999), a także jako jego asystentka w ministerstwie marynarki handlowej (2000–2001). Później była urzędnikiem w ministerstwie rozwoju.
Na skutek wyborów w 2004 zasiadła w Europarlamencie VI kadencji. Przystąpiła do frakcji socjalistycznej. Pracowała w Komisji Kontroli Budżetowej oraz w Komisji Budżetowej.
Z PE odeszła w 2007, obejmując mandat deputowanej do Parlamentu Hellenów, który utrzymała także w wyborach krajowych w 2009. 7 października 2009 powołano ją na urząd ministra zdrowia w gabinecie Jorgosa Papandreu, ze stanowiska odeszła 7 września 2010. Następnie do lutego 2012 pełniła funkcję wiceministra spraw zagranicznych.
Do administracji rządowej powróciła 29 sierpnia 2018, kiedy to premier Aleksis Tsipras powierzył jej funkcję ministra do spraw reformy administracyjnej. Zakończyła urzędowanie w lipcu 2019. Wcześniej w tym samym roku z listy Syrizy ponownie wybrana do krajowego parlamentu. Z powodzeniem ubiegała się o reelekcję w wyborach w maju 2023.